# NGC 1009
NGC 1009 је спирална галаксија у сазвежђу Кит која се налази на NGC листи објеката дубоког неба.
Деклинација објекта је + 2° 18' 36" а ректасцензија 2h 38m 18,9s. Привидна величина (магнитуда) објекта NGC 1009 износи 14,5 а фотографска магнитуда 15,3. NGC 1009 је још познат и под ознакама UGC 2129, MCG 0-7-65, CGCG 388-77, FGC 325, PGC 9995.